# 大顺店
《大顺店》又名《天尽头》，是中国大陆制作的爱情片，导演于晓阳，主演史可、崔岱、陈心黎、韩东。

## 剧情
该片讲述抗日战争时期，黄河天尽头的旅馆女老板“大顺店”和周围土匪以及张娃的抗日故事。
“大顺店”是一个被日军强暴的慰安妇，为了报仇雪恨，她用曲折的方法以自己的肉体换得中国男儿的一腔豪情杀日军士兵。

## 演出
- 史可 饰 大顺店/王回香
- 崔岱 饰 张娃（在行动中牺牲）
- 陈心黎 饰 张刘氏（遭强奸后自尽）
- 韩东 饰 黑眼罩

## 制作
- 出品人：韩三平
- 策划：史东明、于晓阳
- 美术：赵京
- 作词：于晓阳、作曲：陈受谦、演唱：李娜、演奏：中央乐团、指挥：陈受谦
- 录音：王恩峰、梁笳栋
- 化妆：尹宝华
- 服装：崔宇
- 拟音：魏俊华、孙凯

该片是由第六代导演于晓阳执导。
该片曾因为片中太过多的性爱镜头而被国家广播电影电视总局禁了7年，后做了大幅度的删减才得以面世。